# 让-卢普·皮热
让-卢普·皮热（法語：Jean-Loup Puget，1947年3月7日—），男，法国天体物理学家。研究领域为宇宙微波背景。他与合作者利用COBE数据首次认证了宇宙红外背景。2018年，他獲頒邵逸夫天文學獎。